# Баллард, Глен
Гле́н Ба́ллард (англ. Glen Ballard; род. 1953, Натчез, Миссисипи, США) — музыкант, композитор и музыкальный продюсер, наиболее известный как продюсер альбома Аланис Мориссетт Jagged Little Pill, который стал платиновым 16 раз в США и распространился по миру тиражом более 30 млн копий. Он с раннего возраста начал играть на фортепиано, а позже начал осваивать гитару. В 10 лет Баллард написал свою первую песню, и с 5 класса средней школы начал играть в различных рок-группах.
Принимал участие в записи альбомов Майкла Джексона «Bad» (соавтор песни «Man in the Mirror») 1987 год и «Dangerous» (песня «Keep the Faith») 1991 год.

## Дискография
Баллард участвовал в записи или продюсировании следующих альбомов:
- Майкл Джексон — Thriller (1982)
- Pointer Sisters — Break Out (1983)
- Пэтти Остин — Patti Austin (1984)
- Джек Вагнер — All I Need (1984)
- Джек Вагнер — Lighting Up the Night (1985)
- Teddy Pendergrass — Workin' It Back (1985)
- Майкл Джексон — Bad (альбом) (1987)
- Джек Вагнер — Don't Give Up Your Day Job (1987)
- Пола Абдул — Forever Your Girl (1989)
- Пола Абдул — Shut Up and Dance: Mixes (1990)
- Wilson Phillips — Wilson Phillips (1990)
- Curtis Stigers — Curtis Stigers  (1991)
- Майкл Джексон — Dangerous (1991)
- Wilson Phillips — Shadows and Light (1992)
- Trey Lorenz — Trey Lorenz (1992)
- Джек Вагнер — Alone in the Crowd (1993)
- K. T. Oslin — Greatest Hits: Songs from an Aging Sex Bomb (1993)
- Lea Salonga — Lea Salonga (1993)
- Evelyn King — Love Come Down: The Best of Evelyn «Champagne» King (1993)
- Аланис Мориссетт — Jagged Little Pill (1995)
- Шина Истон — My Cherie (1995)
- Чайнна Филлипс — Naked And Sacred (1995)
- Curtis Stigers — Time Was (1995)
- Van Halen — Best Of — Volume I («Me Wise Magic» и «Can't Get This Stuff No More») (1996)
- Aerosmith — Nine Lives (1997)
- The Corrs — Talk On Corners (1997)
- Аланис Мориссетт — Supposed Former Infatuation Junkie (1998)
- The Moffats — Chapter I: A New Beginning (1999)
- No Doubt — Return of Saturn (2000)
- Judith Owen — Limited Edition (2000)
- Bliss 66 — Trip to the 13th (2001)
- Шакира — «The One» (2001)
- Dave Matthews Band — Everyday (2001)
- Crashed... (2001)
- Кристина Агилера — Stripped (2002) (соавтор «The Voice Within»)
- Лиза Мария Пресли — To Whom It May Concern (2003)
- Элиза — Pearl Days (2004)
- Аланис Мориссетт — Jagged Little Pill Acoustic (2005)
- O.A.R. — Stories of a Stranger (2005)
- Anastacia — Anastacia (2004)
- Goo Goo Dolls — Let Love In (2006)
- P.O.D. — Testify (2006)
- Энни Леннокс — Dark Road (2007)
- Carina Round — Slow Motion Addict (2007)
- Эмми Россум — Inside Out (2007)
- Энни Леннокс — Songs of Mass Destruction (2007)
- Анаук — Who's Your Momma (2007)
- A Hero Comes Home (2007)
- Idina Menzel — I Stand (2008)
- Anna Vissi — Apagorevmeno (2008)
- Кэти Перри - One of the Boys (2008)